# Cloudbuster
Cloudbuster – urządzenie, które miało służyć do manipulacji zjawiskami pogodowymi, zaprojektowane przez austriackiego psychoanalityka Wilhelma Reicha, który był przekonany o istnieniu orgonu. Brak jest jakiegokolwiek dowodu na działanie tego urządzenia.
Współczesna wersja cloudbustera jest sprzedawana pod nazwami chembuster lub działo orgonowe. Jest reklamowana jako środek przeciwdziałający smugom chemicznym (chemtrails, teoria spiskowa dotycząca smug kondensacyjnych za lecącymi samolotami). 
W założeniu cloudbuster miał mieć działanie podobne do piorunochronu, to jest skupiać hipotetyczną energię orgonu w jednym miejscu i kierować ją do zbiornika wypełnionego materiałem absorbującym, np. do zbiornika wodnego. Reich przeprowadził wiele eksperymentów z cloudbusterem, nazywając badanie "Cosmic Orgone Engineering".

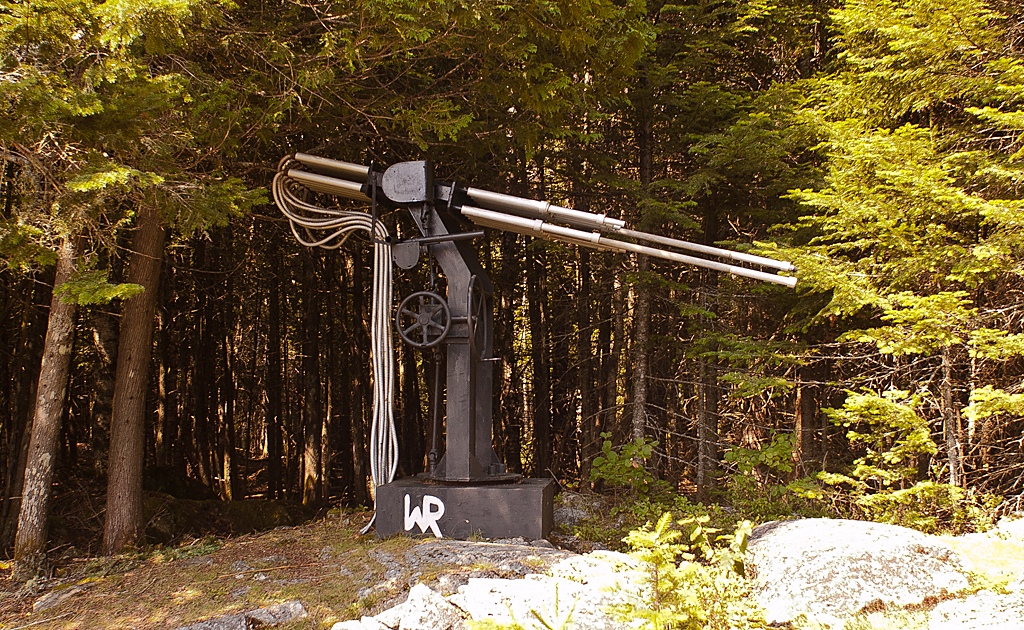
Pozostałości Cloudbustera w stanie Maine

Cloudbuster pierwotnie składał się z szeregu równoległych pustych metalowych rur  równej długości (pierwsze urządzenie składało się z 6 rur), których zakończenia były podłączone do metalowych węży (pierwotnie o mniejszej średnicy, później o większej średnicy). W późniejszych wersjach rury były ułożone w dwa lub więcej szeregów, rury miały różną długość i były połączone poprzez kolektor do jednego metalowego węża o dużej średnicy. Otwarte części rur miały być skierowane w niebo, natomiast rury miały być podłączone do absorbera orgonu. Pozostałości jednego z urządzeń Reicha znajdują się w Rangeley, w amerykańskim stanie Maine. Choć Reich do śmierci nie udowodnił działania urządzenia, zakładał, że może ono dawać możliwość rozpędzania chmur lub zatrzymania deszczu (urządzenie wycelowane w środek dużej chmury) lub też zwiększenia masy chmur i wywołanie deszczu (urządzenie wycelowane w mniejsze chmury znajdujące się na obrzeżach).

## Odniesienia popkulturowe
Idea manipulowania pogodą i działania urządzenia cloudbuster nie znalazła uznania za życia Reicha, ponieważ prowadzone przez niego publiczne eksperymenty kończyły się każdorazowo niepowodzeniem. Dopiero w 1973 roku została wydana książka pod tytułem A Book of Dreams, zawierająca wspomnienia Petera Reicha (ur. 1944), który jako dziecko towarzyszył ojcu w czasie eksperymentów z cloudbusterem (w momencie aresztowania ojca Peter miał 12 lat). Książka spowodowała wzrost zainteresowania działaniem tego urządzenia i pojawienie się wielu mitów, legend dotyczących jego działania. Na przełomie lat 70 i 80 XX wieku Cloudbuster a także postać Wilhelma Reicha i jego syna Petera pojawia się w publikacjach, komiksach, utworach muzycznych i filmach, mimo że książka Petera Reicha nie opisuje samego urządzenia tylko opis nietypowej relacji syna z ojcem oraz od śmierci Wilhelma Reicha do publikacji upłynęło 16 lat i większość urządzeń została zniszczona.
Wilhelm Reich i Cloudbuster był inspiracją dla utworu "Cloudbusting" brytyjskiej wokalistki Kate Bush oraz scenariusza teledysku do tego utworu którego scenarzystami są Terry Gilliam i Kate Bush. Reżyserem teledysku jest Julian Doyle